# 颜伯焘
颜伯焘（1792年—1855年），字鲁舆，号载枫，别号小岱，广东连平元善镇人，巡抚颜希深孙，颜检子。

## 生平

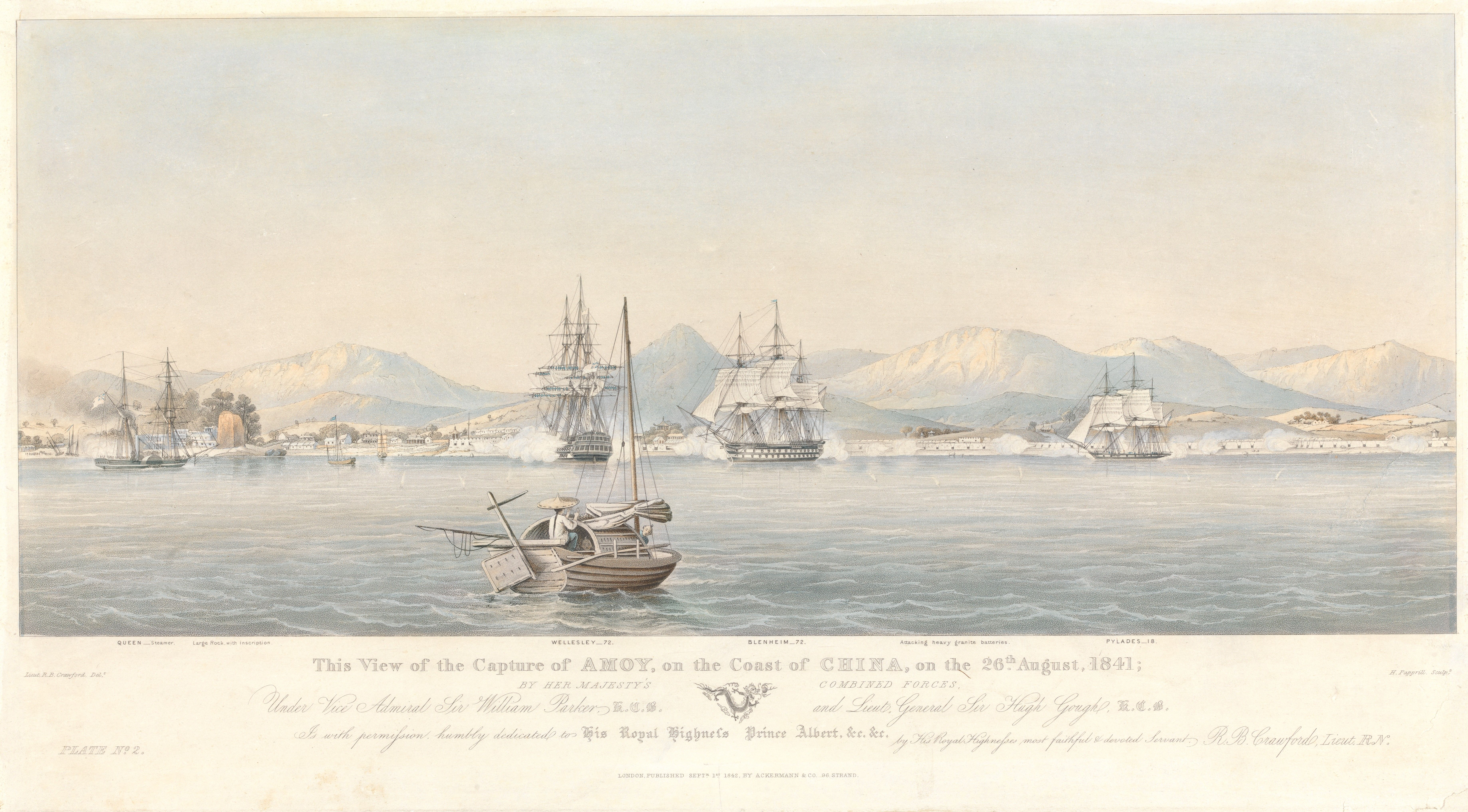
英艦炮擊顏伯燾興建的石壁炮台

出身官宦世家。祖父颜希深官云南巡抚。嘉庆十五年（1810年）顺天（北京）举人。嘉庆十九年（1814年）甲戌科进士。選庶吉士，散館授編修。历任陕西延榆绥道、督粮道等職。道光七年（1827年），颜伯焘随军征讨回疆，因转运粮草及兵马辎重有功，赏赐花翎。道光十年（1830年），颜伯焘出任陕西巡抚。道光十七年，任云南巡抚，改建滇池石闸，使周边农田得以灌溉。不久兼署云贵总督。所到之处都留下了好的名声。《清史稿》夸他：“伯焘累世膺疆寄，娴习吏治，所至有声。”道光二十年（1840年）农历九月，继邓廷桢之后，颜伯焘被任命为闽浙总督。道光二十一年（1841年）一月四日，与浙江巡抚刘韵珂会商浙江添防、铸炮以及筹划收复定海事宜，积极主战。奏请军费二百萬两白银，整修加固炮台三座，招募新兵及水勇共计八千人，還打算造战船五十余艘。鴉片戰爭期間，英艦於道光二十一年七月（1841年8月25日晚上）進攻厦门，颜伯焘亲自在虎头山、镇南关等地指挥作战，总兵江继芸等将领相继战死，厦门一日內即失守，当夜，清军被迫退至同安。清廷以“未能進剿”之罪，将颜伯焘革职遣回原籍。道光二十二年（1842年）二月，颜伯焘由福建回广东連平时，排场甚大，一共请了幾千名挑夫为他搬运家产。颜伯焘在漳州歇息了5天，当地縣令共花一万多两银子招待。顏氏的家属、抬夫、仆从有三千多人，吃饭时，每顿饭要安排400多桌酒席。居家十二年。咸丰三年（1854年），太平軍起，被朝廷召回，因道路阻塞，不能到达京师，奉旨途改姑苏（苏州），帮办江南事务，不久病逝。《清史稿》有传。

## 延伸阅读
[在维基数据编辑]
 《清史稿·卷371》，出自趙爾巽《清史稿》